# Capybara Games
Capybara Games (также известная как Capy Games или Capy) — канадская независимая игровая студия, расположенная в городе Торонто в провинции Онтарио. Студия была основана в 2003 году членами Международной ассоциации разработчиков игр (IGDA) в Торонто. Компания наиболее известна разработкой компьютерных игр Critter Crunch 2007 года, Might & Magic: Clash of Heroes 2009 года, Superbrothers: Sword & Sworcery EP 2011 года и Super Time Force 2014 года.

## Разработанные игры
| Название                                                | Год                       | Платформы                                                                   | Издатель                                                        | Ссылки |
| ------------------------------------------------------- | ------------------------- | --------------------------------------------------------------------------- | --------------------------------------------------------------- | ------ |
| S.M.A.B.U: Earth Wars                                   | 2003                      | Mobile                                                                      | Capybara Games                                                  |        |
| Super Shove IT! (также известная как Super Shove Shove) | 2003                      | Mobile                                                                      | Capybara Games / Starwave Mobile                                |        |
| Monkey On Your Back                                     | 2005                      | Mobile                                                                      | Capybara Games / Infusio                                        |        |
| Plant Life                                              | 2005                      | Mobile                                                                      | Capybara Games                                                  |        |
| Disney/Pixar's Cars                                     | 2006                      | Mobile                                                                      | Capybara Games / Disney Interactive Studios                     |        |
| Warner Bros' Happy Feet                                 | 2006                      | Mobile                                                                      | Capybara Games / Warner Bros.                                   |        |
| Pillowfight                                             | 2007                      | BlackBerry                                                                  | Capybara Games / Digital Bridges Limited ta Iplay               |        |
| Chub City                                               | 2007                      | Mobile                                                                      | Capybara Games / Starwave Mobile                                |        |
| Pirates of the Caribbean: At World’s End                | 2007                      | Mobile                                                                      | Capybara Games / Disney Interactive Studios                     |        |
| Take Yer Meds!                                          | 2007                      | Mobile                                                                      | Capybara Games / Infospace                                      |        |
| Critter Crunch                                          | 2007 / 2008 / 2009 / 2012 | Mobile, BlackBerry, iOS (iPhone / iPad), PlayStation 3, Macintosh, PC       | Capybara Games / Disney Interactive Studios / Player X / Magmic | [ 2 ]  |
| Mercenaries 2: World in Flames                          | 2008                      | Mobile                                                                      | Capybara Games / I-play / Pandemic Studios                      |        |
| Might & Magic: Clash of Heroes                          | 2009 / 2010 / 2011 / 2013 | Nintendo DS, PlayStation 3, Xbox 360, PC, Android, iOS (iPhone / iPad)      | Capybara Games / Ubisoft / Tag Games                            | [ 2 ]  |
| Heartbeat                                               | Отменена                  | Nintendo WiiWare                                                            | Capybara Games                                                  |        |
| Superbrothers: Sword & Sworcery EP                      | 2011                      | iOS (iPhone / iPad), PC, Macintosh, Linux, Android, Nintendo Switch         | Superbrothers                                                   | [ 2 ]  |
| Sound Shapes                                            | 2012                      | PlayStation 3, PlayStation Vita, PlayStation 4                              | Sony Interactive Entertainment                                  |        |
| Super Time Force                                        | 2014                      | Xbox 360, Xbox One, PC, Macintosh, Linux, PlayStation Vita, PlayStation 4   | Capybara Games                                                  | [ 2 ]  |
| Don’t Starve: Shipwrecked                               | 2015                      | PC, Macintosh, Linux, PlayStation 4, Xbox One, iOS (iPhone / iPad), Android | Klei Entertainment                                              | [ 2 ]  |
| OK K.O.! Let's Play Heroes                              | 2018                      | Xbox One, PlayStation 4, PC, Nintendo Switch                                | Cartoon Network                                                 | [ 2 ]  |
| Below                                                   | 2018                      | Xbox One, PC, PlayStation 4                                                 | Capybara Games                                                  | [ 2 ]  |
| Grindstone                                              | 2019                      | iOS (iPhone / iPad), macOS, Nintendo Switch, PC                             | Capybara Games                                                  | [ 2 ]  |

## Критика
Capybara Games — широко известная компания и признанный разработчик компьютерных игр, поскольку многие из её проектов были хорошо приняты, а их самая популярная игра Critter Crunch получила 87 баллов на Metacritic и получила множество наград от различных организаций, таких как IGN и Destructoid. Стоит упомянуть также получившую многочисленные награды Superbrothers: Sword & Sworcery EP с 86 баллами на Metacritic и Might & Magic: Clash of Heroes для Nintendo DS с 86 баллами на Metacritic, ставшей пятой по рейтингу игрой 2009 года на платформе Nintendo DS.

## Награды
- На премии Independent Games Festival в 2008 году игра Critter Crunch стала Best Mobile Game 2008, Best Audio 2008;
- На премии Wave Awards в 2007 году игра Critter Crunch стала Best Mobile Game — 2007;
- На премии IGN в 2007 году игра Critter Crunch стала Best Mobile Puzzle Game 2007, Biggest Surprise. А игра Pillow Fight стала Best Mobile Fight Game 2007;
- На премии IGN игра Critter Crunch (версия для PSN) стала Best PlayStation 3 Puzzle Game 2009[6];
- На премии Destructoid игра Critter Crunch(версия для PSN) стала Editors Choice[7];
- На премии IGN в 2009 году игра Might & Magic: Clash of Heroes (версия для DS) стала Best Nintendo DS Strategy Game 2009[8];
- На премии Nintendo Power игра Might & Magic: Clash of Heroes (версия для DS) стала DS Puzzle Game of the Year;
- На премии Independent Games Festival в 2010 году игра Superbrothers: Sword & Sworcery EP стала Achievement In Art, Mobile Category 2010;
- На премии Canadian Videogame Awards в 2009 году игры Might & Magic: Clash of Heroes (версия для DS) и Critter Crunch стали Best Handheld Game и Best Downloadable Game, соотвветственно[9][10];
- На премии Canadian Videogame Awards в 2012 году игра Superbrothers: Sword & Sworcery EP стала номинантом премии «Игра года», победителем премии «Лучшая игра на старте», победителем премии «Лучшая загружаемая игра», победителем премии «Лучшая инди-игра», победителем премии «Лучшая оригинальная музыка», номинантом премии «Лучший игровой дизайн», номинантом премии «Лучшее изобразительное искусство», номинантом премии «Best Writing», победителем премии «За инновации»[11];
- На премии Game Developers Choice Awards в 2012 году игра Superbrothers: Sword & Sworcery EP стала Best Handheld/Mobile Game 2012[12];
- На премии Edge Awards в 2019 году игра Grindstone стала Best Mobile Game 2019[13].